# Tarzan a Nova York
Tarzan a Nova York (títol original en anglès: Tarzan's New York Adventure) és una pel·lícula estatunidenca dirigida per Richard Thorpe, estrenada el 1942. És l'última de la sèrie cinematogràfica dels sis Tarzans, començada el 1932 (amb Tarzan the Ape Man), de la parella Maureen O'Sullivan - Johnny Weissmuller (aquest últim en rodarà encara sis més). Està doblada al català.

## Argument
Un petit avió pilotat per Jimmie Shieldsm i amb el director de circ i caçador de feres Buck Rand i el seu adjunt Manchester Mountford, aterra a la jungla on viuen Jane, Tarzan, Boy i Cheeta. Tarzan veu aquesta arribada de mal ull, mentre que Boy és fascinat per l'avió. En el moment que el noi està sol amb els homes, una tribu els ataca i deixa per morts Jane i Tarzan, precipitant la sortida de l'avió cap a Nova York, amb Boy, perquè actuï en un espectacle amb un elefant.
Jane i Tarzan, només lleugerament ferits, van al port més proper, amb Cheeta, per tal d'agafar el primer avió cap a Nova York. La confrontació amb la civilització no és fàcil per a Tarzan i la recerca de Boy és difícil. Aconsegueixen tanmateix trobar el rastre de Shields, per l'intermediari de la seva promesa Connie Beach. Ajudats per la parella, van al circ de Rand...

## Repartiment
- Johnny Weissmuller: Tarzan
- Maureen O'Sullivan: Jane
- John Sheffield: Boy
- Virginia Grey: Connie Beach
- Charles Bickford: Buck Rand
- Paul Kelly: Jimmie Sheelds
- Chill Wills: Manchester Mountford
- Cy Kendall: Coronel Ralph Sargent
- Russell Hicks: Jutge Abbotson
- Howard C. Hickman (als crèdits Howard Hickman): Blake Norton
- Charles Lane: Gould Beaton
- Miles Mander: El cap del port
- I el ximpanzé Cheeta